# Nissagölen
Nissagölen är en sjö i Tranås kommun i Småland och ingår i Motala ströms huvudavrinningsområde. Sjön har en area på 0,0426 kvadratkilometer och ligger 148 meter över havet.